# チリパウダー
チリパウダー (chili powder) あるいはチリミックス (chili mix) とは、混合香辛料のひとつ。

## 概要
唐辛子（チリペッパー）の粉末にオレガノ、ディル、ニンニク、クミンなどの香辛料を混合してつくられる赤い粉末状の香辛料である。唐辛子は、カイエンペッパーなどの辛い種類が使われる。
メキシコ風アメリカ料理（テクス・メクス料理）のチリコンカーンには欠かせないものである。
チリパウダーと呼ばれる混合香辛料はアメリカで発明されたもので、メキシコの調味料ではない。メキシコ料理に必要なスパイスを調合する手間を省いた「メキシコ風簡易スパイスミックス」である。その成り立ちは、手軽にインド料理を作るためにカレー粉を発明したイギリス人とカレー粉の関係と共通している。
発明者とされるアメリカ人が2名おり論争になっているが、いずれの説でも1890年代にテキサス州のメキシコ食料品関係者が発明したとされている。
本項目の混合香辛料を指すチリパウダー (Chili powder) と、粉唐辛子単独のスパイスであるチリパウダー (Chili powder) は、日本語でも英語でも発音が同じなので混同されがちである。